# Le Carlaret
Le Carlaret (okzitanisch gleichlautend) ist eine französische Gemeinde mit 286 Einwohnern (Stand 1. Januar 2022) im Département Ariège in der Region Okzitanien. Sie gehört zum Arrondissement Pamiers und zum Kanton Pamiers-2.

## Lage
Nachbargemeinden sind Montaut im Nordwesten, Trémoulet im Norden, La Bastide-de-Lordat im Nordosten, Saint-Félix-de-Tournegat im Osten, Ludiès im Südosten, Saint-Amadou im Süden, La Tour-du-Crieu im Südwesten und Pamiers im Westen. Das Gemeindegebiet wird vom Flüsschen Estaut durchquert.

## Bevölkerungsentwicklung

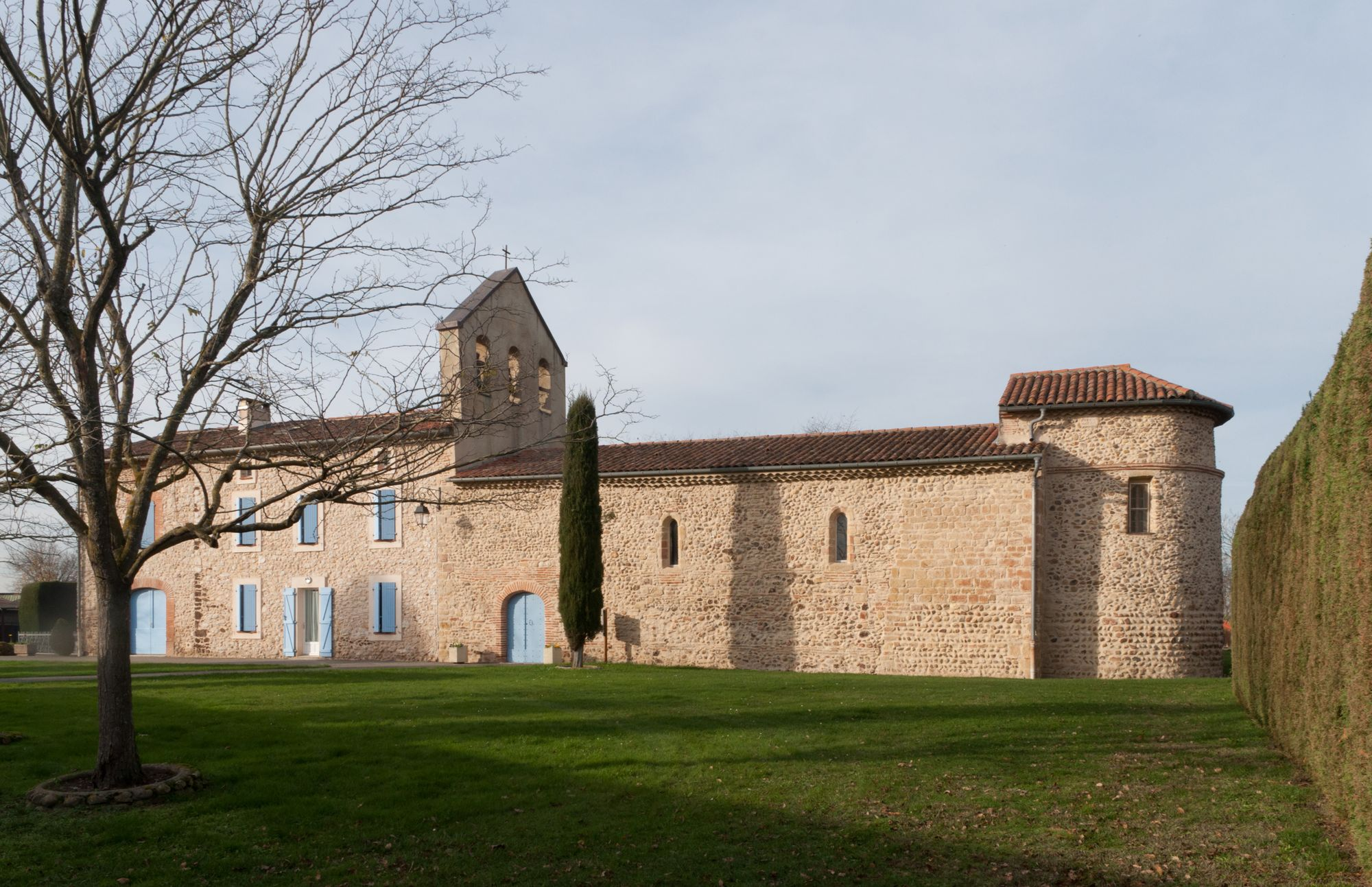
Kirche Saint-Saturnin

| Jahr                       | 1962 | 1968 | 1975 | 1982 | 1990 | 1999 | 2008 | 2016 |
| -------------------------- | ---- | ---- | ---- | ---- | ---- | ---- | ---- | ---- |
| Einwohner                  | 164  | 135  | 154  | 149  | 142  | 141  | 209  | 280  |
| Quellen: Cassini und INSEE |      |      |      |      |      |      |      |      |